# XXX. dinasztia
Az Ókori Egyiptom XXX. dinasztiája Kr. e. 380-tól Kr. e. 342-ig irányította az országot. Ez idő alatt három fáraót adott Egyiptomnak:
- Nahtnebef (ur.: Kr. e. 380 – Kr. e. 362)
- Dzsedhór (ur.: Kr. e. 362 – Kr. e. 360)
- Nahthórhebit (ur.: Kr. e. 360 – Kr. e. 342)

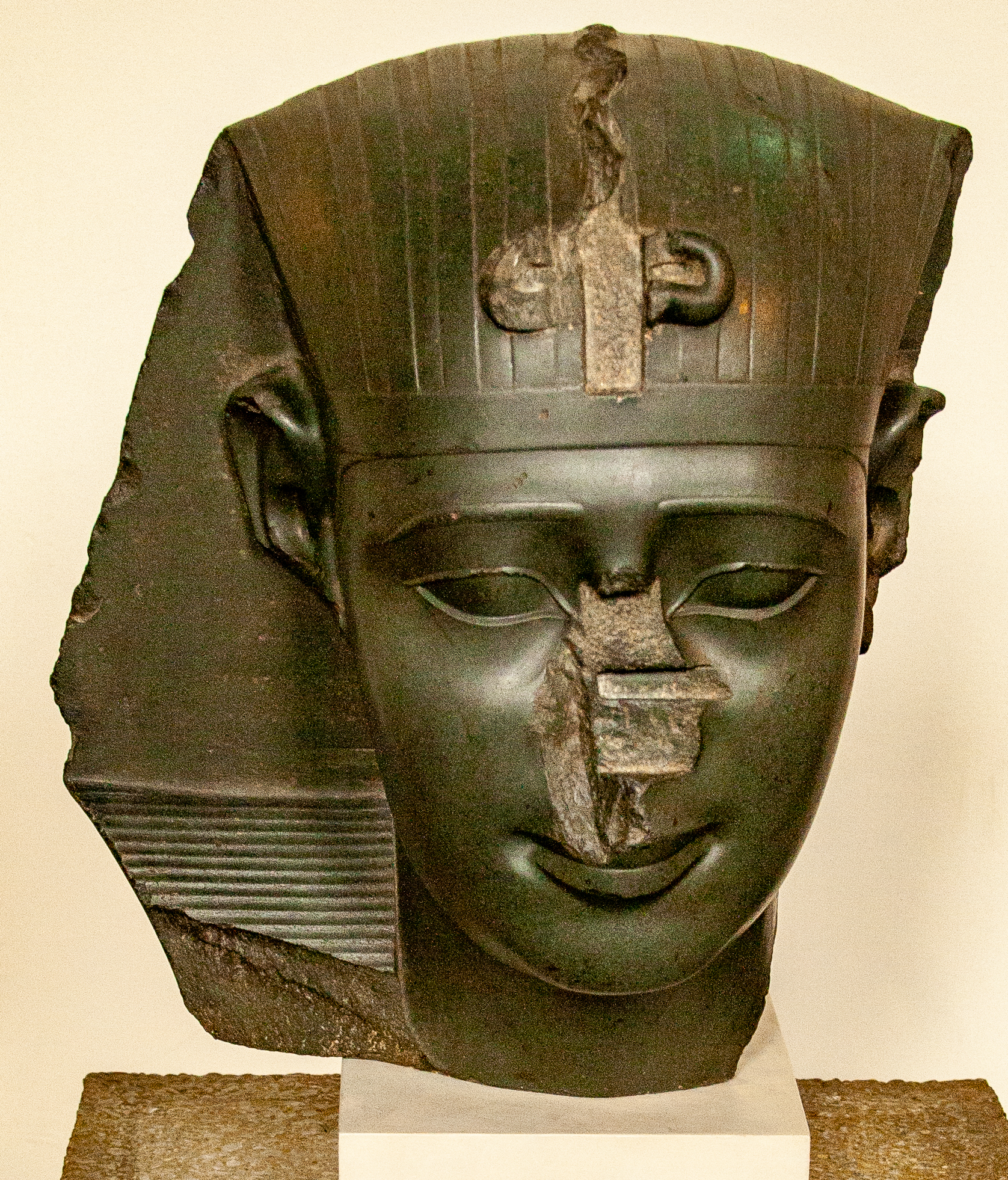
Kemény kőből készült finom kidolgozású szobor feje az egyiptomi késői korból, valószínűleg Nahtnebef ábrázolása (British Museum)